# Süe Chuej
Süe Chuej (čínsky pchin-jinem Xuē Huì, znaky 薛蕙, 1489–1541) byl čínský úředník, spisovatel a literární teoretik působící v říši Ming.

## Jména
Süe Chuej používal zdvořilostní jméno Ťün-cchaj (čínsky pchin-jinem Jūncǎi, znaky 君采) a literární pseudonym Si-jüan (čínsky pchin-jinem Xīyuán, znaky 西原).

## Život a dílo
Süe Chuej pocházel z rodiny džentry v Po-čou v Jižní metropolitní oblasti (moderní provincie An-chuej). Studoval konfucianismus, skládal úřednické zkoušky a roku 1514 úspěšně složil i jejich nejvyšší stupeň, palácové zkoušky v hlavním městě, Pekingu. Poté nastoupil úřednickou kariéru.
Pracoval na ministerstvu trestů, koncem vlády císaře Čeng-te byl odvolán kvůli protestům proti císařově cestě na jih. Po císařově úmrtí se do úřadu vrátil, tentokrát na ministerstvo státní správy. Roku 1523 se zapletl do sporu o obřady, rezignoval a vrátil se do svého rodiště.
Patřil mezi respektované literární kritiky své doby. Stavěl se proti vyzdvihování psaní podle vzoru vynikajících autorů minulosti ze strany dřívějších sedmi mistrů, jejichž postoje měl za příliš svazující, vedoucí k pouhému kopírování. Napsal komentář k Tao Te ťingu nazvaný Lao-c’ ťi-ťie (老子集解), v němž jako první minský učenec posoudil učení Lao-c’a z konfuciánského úhlu pohledu.